# Amphoe Phrom Buri
Amphoe Phrom Buri (Thai: อำเภอ พรหมบุรี) ist ein Landkreis (Amphoe – Verwaltungs-Distrikt) im östlichen Teil der Provinz Sing Buri. Die Provinz Sing Buri liegt in der Zentralregion von Thailand.

## Geographie
Benachbarte Distrikte (von Osten im Uhrzeigersinn):  Amphoe Tha Wung der Provinz Lop Buri, Amphoe Chaiyo und Pho Thong der Provinz Ang Thong sowie Amphoe Tha Chang und Mueang Sing Buri der Provinz Sing Buri.

## Geschichte
Die Stadt (Mueang) Phrom Buri existierte bereits vor der Gründung des Königreichs Ayutthaya durch König U Thong. Die historische Stadt lag in der Nähe des Wat Amphawan im Tambon Phrom Buri. Die Stadt wurde später nördlich des Wat Phromma Thephawat nach Pak Bang Mhuen Han (ปากบางหมื่นหาญ) verlegt.
Die Thesaphiban-Reformen gegen Ende des 19. Jahrhunderts machten Phrom Buri zu einer Provinz innerhalb des „Monthon Krungkao“, der 1895 in „Monthon Ayutthaya“ umbenannt wurde. Im 20. Jahrhundert wurde Phrom Buri zu einem Landkreis der Provinz Sing Buri herabgestuft. 

## Verwaltung

### Provinzverwaltung
Der Landkreis Phrom Buri ist in sieben Tambon („Unterbezirke“ oder „Gemeinden“) eingeteilt, die sich weiter in 42 Muban („Dörfer“) unterteilen.
| Nr. | Name           | Thai      | Muban | Einw. |
| --- | -------------- | --------- | ----- | ----- |
| 01. | Phra Ngam      | พระงาม    | 06    | 3.836 |
| 02. | Phrom Buri     | พรหมบุรี    | 06    | 3.317 |
| 03. | Bang Nam Chiao | บางน้ำเชี่ยว | 06    | 3.656 |
| 04. | Ban Mo         | บ้านหม้อ    | 08    | 6.171 |
| 05. | Ban Paeng      | บ้านแป้ง    | 06    | 2.289 |
| 06. | Hua Pa         | หัวป่า      | 04    | 1.479 |
| 07. | Rong Chang     | โรงช้าง    | 06    | 3.371 |

### Lokalverwaltung
Es gibt zwei Kommunen mit „Kleinstadt“-Status (Thesaban Tambon) im Landkreis:
- Bang Nam Chiao (Thai: เทศบาลตำบลบางน้ำเชี่ยว) bestehend aus dem kompletten Tambon Bang Nam Chiao.
- Pak Bang (Thai: เทศบาลตำบลปากบาง) bestehend aus dem kompletten Tambon Phrom Buri.

Außerdem gibt es vier „Tambon-Verwaltungsorganisationen“ (องค์การบริหารส่วนตำบล – Tambon Administrative Organizations, TAO)
- Phra Ngam (Thai: องค์การบริหารส่วนตำบลพระงาม) bestehend aus dem kompletten Tambon Phra Ngam.
- Ban Mo (Thai: องค์การบริหารส่วนตำบลบ้านหม้อ) bestehend aus dem kompletten Tambon Ban Mo.
- Ban Paeng (Thai: องค์การบริหารส่วนตำบลบ้านแป้ง) bestehend aus dem kompletten Tambon Ban Paeng.
- Rong Chang (Thai: องค์การบริหารส่วนตำบลโรงช้าง) bestehend aus den kompletten Tambon Rong Chang, Hua Pa.